# Hasanriz
Hasanriz est un village situé dans le raion d'Aghdara en Azerbaïdjan.

## Géographie
Le village est situé à 1 000 m d'altitude sur le versant méridional du Mourovdag au-dessus du Tartar, à 50 km au nord-ouest de Khankendi.

## Histoire
Durant la période soviétique, le village appelé Haterk (en arménien : Հաթերք) fait partie de l'oblast autonome du Haut-Karabagh et abrite une population majoritairement arménienne.
Après l'indépendance de l'Azerbaïdjan, l'Assemblée nationale rattache le village au raion de Kelbadjar le 13 octobre 1992 puis le rebaptise officiellement Hasanriz le 29 décembre suivant.
Lors de la guerre entre l'Arménie et l'Azerbaïdjan, Haterk passe sous le contrôle des forces armées arméniennes puis sous celui des Azerbaïdjanais en juin 1992 avant de revenir dans le giron arménien le 20 février 1993 et est intégré à la région de Martakert au sein de la république du Haut-Karabagh. Il le demeure jusqu'en septembre 2023 quand l'offensive azerbaïdjanaise force les populations arméniennes à fuir le Haut-Karabagh pour l'Arménie.
Par une loi du 5 décembre 2023, le village est intégré au raion d'Aghdara nouvellement créé.

## Démographie
En 2005, la population s'élevait à 1 531 habitants.